# ダッソー社製軍用機に関連する作品の一覧

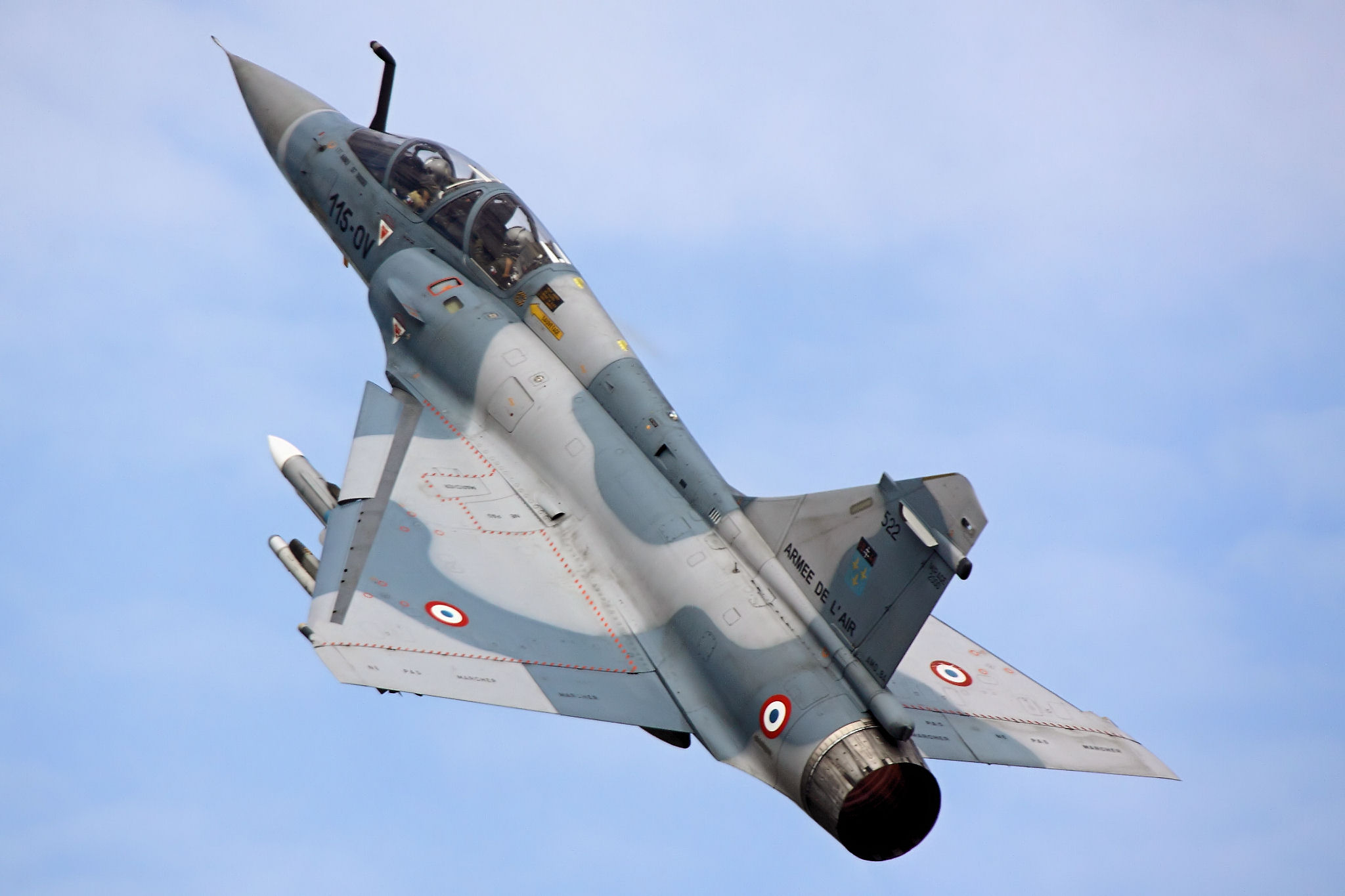
ミラージュ2000

ダッソー社製軍用機に関する作品の一覧（ダッソーしゃせいぐんようきにかんれんするさくひんのいちらん）は、フランスのダッソー・グループ傘下の航空機メーカーである、ダッソー・アビアシオン（ダッソー・ブレゲー）社が開発/製造した軍用機に関連する一覧である。
便宜上、イスラエルで制作されたネシェル、フィンガー、クフィルもこの項目で扱う。

## 映画・テレビドラマ
『アイアン・イーグル』
MiG-21 フィッシュベッド役でIAI クフィルが登場。
『エアポート'80』
フランス本土近海でコンコルドを攻撃する国籍・所属組織不明のF-4 ファントムII要撃に緊急発進したフランス空軍機としてミラージュF1が登場。実機を撮影したライブフィルムと模型を用いた特撮が用いられている。
『F16/デビルスフライト』
ミラージュ役でIAI クフィルが登場。
『エリア88』
平成テレビアニメ版でキトリの搭乗機としてミラージュF1Cが登場する。
『頭上の脅威』
訓練航海中のフランス海軍の空母クレマンソーに、異星から飛来したらしい飛行物体に対する偵察が命じられ、エタンダールIV M 2機が発進する。
『ナイト・オブ・ザ・スカイ』
フランス空軍のミラージュ2000のパイロットが主人公の航空アクション。撮影にはフランス空軍のミラージュ2000が使用されたほか、廃棄予定だったミラージュIIIが、テロリストによる奪取後に地上で破壊されるミラージュ2000として撮影に使用されている。
『バトルフィールドTOKYO』
アメリカ軍機としてミラージュ2000が登場。東京に出現した怪獣ミズチを攻撃する。

## アニメ・漫画
『宇宙円盤大戦争』
各地を襲撃するヤーバン星の戦闘円盤がパリ上空へ飛来。フランス空軍のミラージュIIIが機関砲を撃ちながら迎撃するが、フランス軍機は一方的にミサイルを受けて撃墜されてしまう。
『エリア88』
クフィルがアスラン空軍の主力として登場するほか、反政府軍の攻撃により超音速機が壊滅状態になったエリア88への補充機として支給される。
平成テレビアニメ版ではミラージュF1Cも登場し、アニメ版オリジナルキャラのキトリが搭乗する。
『紅』
ヴィシュヌ・サミール・シンがインド空軍在籍時代、主人公であるナオミ・オブライエンと初めて交戦した際、ミラージュ2000に搭乗しているほか、ナオミ・オブライエンもMiG-29 ファルクラムをエンジントラブルで失った後、一時的にミラージュ5を使用する。このミラージュ5に搭乗するナオミ・オブライエンを倒すためにピエール・デュポンはラファールの支給を所属組織のホワイトメースに要求している。
『戦え!超ロボット生命体 トランスフォーマーV』
デストロン軍団のブレストフォースの一体である、スパイ兵士ヘルバットがラファールに変形する（ただし、ブレストフォースの項でも挙げられているが、実際のラファールは搭載されているエンジンが2基であるが、ヘルバットが変形する飛行機に搭載されているエンジンは1基のみ）。
『パタリロ！』
バンコランがパタリロの戴冠式の後、マリネラから帰国する際にパタリロが用意した機体がミラージュIVで、それをバンコランにパイロットスーツを着せないままパイロットに無理やり乗せられ、M3の加速Gのかかる中、苦悶の表情のまま帰国したという（後の話でのバンコラン当人の談で死に掛けたものの、無事に着いたとのこと）。
『ヨルムンガンド』
某国空軍基地の滑走路にミラージュ2000が駐機してある。

## 小説
『イージス戦艦「大和」2007』（文庫名：『イージス戦艦「大和」』）
韓米関係の悪化によりF-15E ストライクイーグルの導入が不可能となった韓国空軍がラファールMをライセンス生産し、ラファールKと命名する。
『ガーリー・エアフォース』
フランスの保有するドーター・アニマとしてラファールが登場。
『日中尖閣戦争』
台湾空軍のミラージュ2000-5が出撃し、侵攻してきた中国空軍のJ-11と交戦する。

## ゲーム
『ADVANCED TACTICAL FIGHTERS』
ラファールが登場。
『ATF GOLD』
ラファールが登場。
『Modern Warships』
プレイヤーが操作可能な艦載機としてラファールが登場する。
『Wargame Red Dragon』
NATO陣営で使用可能な航空機としてシュペルエタンダールが登場する。
『WarRock』
ラファールが登場。機銃と空対空ミサイルを装備している。
『エースコンバットシリーズ』
ラファールは『エースコンバット』から登場し、『エースコンバット3』と『アドバンス』をのぞく作品でプレイヤーが使用可能。ミラージュ2000は敵側専用機として『エースコンバット2』で初登場し、『エースコンバット04』以降の作品でプレイヤーの使用可能な機体として登場。『エースコンバットZERO』には、サピン王国空軍のエース部隊である「エスパーダ隊」2番機、マルセラ・バスケス中尉の駆る専用カラーのラファールMが登場する。『エースコンバット6』では、DLCで追加カラーが配信されており、「アイドルマスターシリーズ」に登場するキャラクター、水瀬伊織が描かれたラファールM、高槻やよいの描かれたミラージュ2000、『エースコンバットZERO』のエスパーダ隊2番機と同じカラーリングのラファールMがそれぞれ使用可能。『エースコンバット∞』では、ミラージュ2000-5とラファールMが使用可能。『エースコンバット2』のみであるが、クフィルも使用可能である。『エースコンバット7』では、ミラージュ2000-5とラファールMが使用可能な他敵機としても登場し、DLCミッション群「SP MISSIONS」では、原子力潜水空母アリコーンの艦載機「SACS」として専用カラーのラファールMが登場する。
『エアフォースデルタシリーズ』
『エアロダンシングシリーズ』
『エアロダンシングi』『エアロダンシング4』でミラージュ2000が登場。通常のブルー/グレーの制空迷彩とチャドスキームと呼ばれる砂漠地帯向け迷彩の2種類が登場。作品により入手条件は異なるが、ミッション終了時の自機の高度が2,000ftで終了すると入手できると言う条件が必ず入っている。
『空戦乙女☆ヴァージンストライク』
機体そのものではなく、擬人化したミラージュ2000およびチーターの空乙女が多数登場している。
『サイドワインダーシリーズ』
『スカイターゲット』
ラファールMが登場。
『スクールガールストライカーズ』
アマンド・フォーマルハウトのリーダー、シャルロッテ・ヴァイスの使用メモカにて具現化した兵器の一つでラファール似の戦闘機(実機とは違いカナード翼が無い)が登場している。
『トムクランシーズ H.A.W.X.』
ラファールが登場。公式予告動画にはラファールBが登場する。
『フィクショナル・トルーパーズ』
ミラージュIIIおよびミラージュF1がエストビア連邦の機体として、クフィルC2がメカール共和国の機体として登場。それぞれ自キャラ用として使用可能だが、F1とクフィルはベテランパイロット用で、ランク2まで腕を上げないと選択不能。
また、休戦期間を挟んだ第二部よりシュペルエタンダールがエストビア軍の機体として使用可能になった。空対艦ミサイルエグゾセを運用可能。

## 戦記
『イスラエル空軍 朝日ソノラマ ISBN 4257172533』
イスラエル空軍機関誌から抜粋した記事をメラヴ・ハルペリン、アハロン・ラピドットが英訳したG-suit（ISBN 0747404666）を岡部いさくが日本語訳した物。消耗戦争/第一次/第三次/第四次中東戦争とレバノン侵攻に参加したパイロットの手記（一部の著者は匿名）。

## 映像資料
『21世紀の近未来戦闘機ラファール』 PIONEER LDC
『新世紀の戦闘機〜ラファール』ワールド・エア・クラフト ビデオコレクション 第9巻 デアゴスティーニ
『フランス海軍航空隊のすべて』ワールド・エア・クラフト ビデオコレクション 第28巻 デアゴスティーニ
『大空の最新兵器〜スーパーファイターズ』週刊ワールド・ウェポン 第14号 デアゴスティーニ
『ダッソー社/空の系譜』エア・フロンティア・コマンドVol.13 リーガル出版

## 書籍資料
『世界の傑作機（旧版）No45 ダッソーブレゲー ミラージュIII』 文林堂
『世界の傑作機（新版）No70 ダッソー ミラージュIII』 文林堂 ISBN 4893190679
『世界の名機シリーズ ダッソー ミラージュ2000』 イカロス出版 ISBN 978-4-86320-368-6
『世界の名機シリーズ ダッソー ラファール』 イカロス出版 ISBN 978-4-8022-0559-7
『世界の名機シリーズ ダッソー ミラージュF1』 イカロス出版 ISBN 978-4-8022-1471-1

## 模型・完成品
MD.450 ウーラガン
1/72がエレール/バロムから発売されている。
ミステールIV A
1/48がHI-Tech（簡易インジェクション）から、1/72がマッチボックス/レベル/アズールから、1/100がエレールから発売されている。
シュペルミステールB2
1/48がフォンドリーミニチュアール（簡易インジェクション）から、1/72がエアフィックス/AZモデルから、1/100がエレールから発売されている。
ミラージュIII
1/48がエデュアルド/ホビーボス/エレール/イタレリから、1/72がエアフィックス/エレール/レベル/AML/ハイプレーンズ/PMモデルから、1/100がタミヤから発売されている。フジミ/アカデミーからも1/48が発売されていたが、厳密には1/50のキットとも言われている。エレールの1/48は複座型（B型）を制作可能。
ミラージュ5
1/48がエッシー/イタレリから、1/72がエレールから発売されている。
シュペルエタンダール
1/48がエレールから、1/72がアカデミー/エアフィックスから発売されている。
ミラージュF1
1/48がエッシー/キティホークモデルから、1/72がハセガワ/エアフィックス/エレールから発売されている。
ミラージュ2000
1/72と1/48の金型を制作したキットがエッシーから、両スケールがイタレリから、OEM供給された1/48に自社製レジンパーツなどを追加した物がエデュアルドから、1/72と1/144がエレールから、1/144がF-toysから発売されている。キネティックからは1/48で、台湾軍仕様の改修型なども含め各型が発売されている。
ラファール
1/72の物がイタレリ/ホビーボス（C/M/B）/エレールから、1/48がドイツレベル（M/B）/韓国のACE（OEM供給元）/ホビーボス（C/M/B）から、1/144がレベル/韓国のACE（OEM供給元）/エレール（すべてM）から発売されている。
クフィル
1/48ではエッシー/イタレリからクフィルC2が発売されているが、ミラージュ5のキットをベースにしたやや不正確なモデルであった。2013年になって、キネティック/アバンギャルドモデルズの2社から相次いで、それぞれ別設計の1/48クフィルC2/C7選択式の完全新規キットが発売された。1/72ではイタレリ（タミヤ、中身はイタレリ）からクフィルC7が、ハセガワからクフィルC2が、1/144ではドラゴンからクフィルC2/C7が発売されている。
1982年にタカラから漫画『エリア88』の作中で描かれる戦闘機の模型化が行われており、1/100スケールのクフィル（商品名は作中の呼称である「クフィール」）が発売されている。なお、漫画でのデフォルメーションが反映され、全体のシルエットや各部のボリュームなどが実際の機体とは異なる箇所が存在する。
ネシェル/ダガー/フィンガー
1/48ではイタレリからネシェル/ダガー選択式キットが、1/72ではPMモデルからネシェル、ダガーそれぞれのキットが発売されている。